# منهتن‌هنج

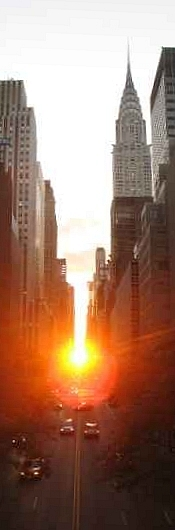
پدیدهٔ منهتن هنج با دید به سمت غرب در نزدیکی خیابان ۴۲ منهتن و در حوالی ساعت ۸:۳۲ بعد از ظهر (غروب آفتاب) در ۱۳ ژوئیه ۲۰۰۶

منهتن‌هنج یا انقلابین منهتن پدیده ای است که در آن خورشید به هنگام غروب یا طلوع با خیابان‌های شرقی-غربی منطقه منهتن نیویورک در یک راستا قرار می‌گیرد. این پدیده دو بار در سال به‌طور مساوی در زمانی نزدیک به بین انقلاب تابستانی و انقلاب زمستانی رخ می‌دهد. هم راستا شدن غروب خورشید در حوالی تاریخ ۲۳ مه و ۱۳ ژوئیه به وقوع می‌پیوندد. اما هم راستایی طلوع خورشید در حوالی تاریخ ۵ دسامبر و ۸ ژانویه اتفاق می‌افتد.

## توضیحات و جزئیات
اصطلاح «منهتن‌هنج» توسط اخترشناسی به نام نیل دگراس تایسون که در موزه تاریخ طبیعی آمریکا کار می‌کند در میان عموم شناخته شد و محبوبیت یافت. این نام برگرفته از یک یادمان پیشاتاریخی با نام استون‌هنج است که در ویلتشر انگلیس واقع شده‌است. این بنا به گونه ای ساخته شده‌است که در هنگام انقلاب تابستانی طلوع خورشید از مرکز آن دیده شود و با سنگ هیل بیرونی در یک راستا باشد. برای مطابقت با طرح اعضای کمیسیون ۱۸۱۱ شبکه خیابان‌های منهتن از حالت شرقی-غربی مطلق به شبکه ای با زاویه ۲۹ درجه انحراف ساعت‌گرد تغییر یافت. بنابراین زمانی که آزیموت برای غروب °۲۹۹ است غروب خورشید در شبکه خیابان‌های شرقی غربی منهتن در یک راستا قرار می‌گیرد.

## ظهور زمانی پدیده
در جدول زیر «خورشید کامل» به ظهور قرص کامل خورشید در بالای افق و «خورشید نیمه» به آشکار بودن نیمی از قرص خورشید در خط افق اشاره دارد.
| تاریخ         | زمان      | نوع         |
| ------------- | --------- | ----------- |
| مه ۲۹، ۲۰۱۶   | 8:12 p.m. | خورشید نیمه |
| مه ۳۰، ۲۰۱۶   | 8:12 p.m. | خورشید کامل |
| ۱۱ ژوئیه ۲۰۱۶ | 8:20 p.m. | خورشید کامل |
| ۱۲ ژوئیه ۲۰۱۶ | 8:20 p.m. | خورشید نیمه |
| مه ۲۹, ۲۰۱۷   | 8:13 p.m. | خورشید نیمه |
| مه ۳۰، ۲۰۱۷   | 8:12 p.m. | خورشید کامل |
| ۱۲ ژوئیه ۲۰۱۷ | 8:20 p.m. | خورشید کامل |
| ۱۳ ژوئیه ۲۰۱۷ | 8:21 p.m. | خورشید نیمه |

## رویدادهای مشابه در دیگر شهرها

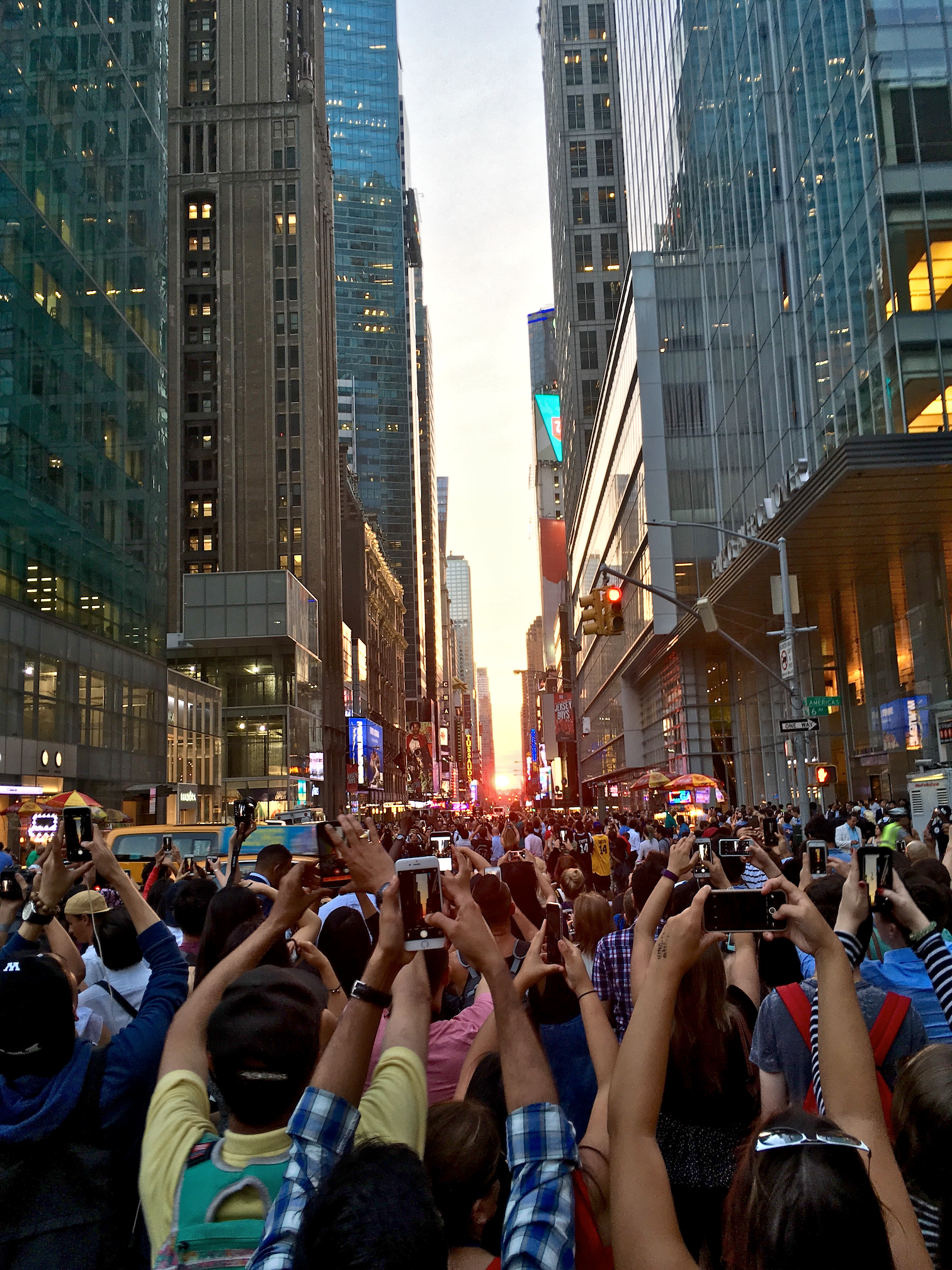
گردشگران در حال نظارهٔ منهتن‌هنج در ۱۲ ژوئیه ۲۰۱۶

رویدادهای مشابه این پدیده در دیگر شهرهایی که دارای ساختار مشابه به منهتن نیویورک هستند و به مانند یک شبکه از خیابانهای موازی توری مانند
که بدون مانع هستند روی می‌دهد. اگر خیابان‌ها به‌طور دقیق شمالی-جنوبی یا شرقی-غربی باشند هم طلوع و هم غروب خورشید در اعتدالین بهاری و پاییزی (که به ترتیب در حوالی ۲۰ مارس و ۲۳ سپتامبر رخ می‌دهند) تراز خواهد بود.
به‌طور مثال در شهر بالتیمور طلوع خورشید در ۲۵ مارس و ۱۸ سپتامبر و غروب آفتاب در ۱۲ مارس و ۲۹ سپتامبر تراز می‌شود.[۴]
در شیکاگو غروب خورشید با شبکه خیابانهای این شهر در ۲۰ مارس و ۲۵ سپتامبر تراز خواهد شد که شیکاگوهنج خوانده می‌شود.
در تورنتو غروب خورشید در ۱۶ فوریه و ۲۵ اکتبر با خیابانهای شرقی–غربی تراز می‌شود که توسط مردم محلی با عنوان تورنتوهنج شناخته می‌شود.
در مونترآل ممکن است پدیدهٔ مونترآل‌هنچ در ۱۲ ژوئن هر سال اتفاق بیفتد.
زمانی که معماران مرکز تجاری میلتون کینز واقع در بریتانیا را طراحی می‌کردند متوجه شدند که خیابان اصلی این ناحیه با طلوع در روز میانهٔ تابستان و غروب در روز میانهٔ زمستان تراز خواهد بود که با ناظران رصدخانه سلطنتی گرینویچ نیز مشورت کردند تا زاویهٔ دقیق که در عرض جغرافیایی آنها بود را بدست بیاورند و مهندسین خود را متقاعد کردند تا شبکهٔ موازی خیابانهای خود را چند درجه تغییر دهند.
در کمبریج، ماساچوست ام آی تی هنج در حوالی ۱۱ ژانویه و ۲۹ نوامبر رخ می‌دهد که غروب خورشید در طول راهرویی که راهرو بی‌نهایت خوانده می‌شود در مؤسسه فناوری ماساچوست قابل مشاهده است.

## تاثیر در فرهنگ عامه
- در فیلم شکوه صبح
- در برنامه تلویزیونی سی‌اس‌آی: نیویورک که در ۲۵ نوامبر ۲۰۰۹ پخش شد پلات اصلی این قسمت منهتن‌هنج بود.
- وب کمیک ۱۶۲۲ xkcd عنوان «هنج» را داشت.
- در پایان قسمت دهم مجموعه تلویزیونی جوان‌تر با عنوان «کبوترها، طوطی‌ها و لک لک‌ها».
- دیکشنری آکسفورد واژهٔ منهتن هنج را به لغتنامه خود افزود.[۱۰][۱۱]